# Cooper Flagg
Cooper Flagg (Newport, 21 december 2006) is een Amerikaans basketballer.

## Carrière
Flagg speelde in het seizoen 2024/25 collegebasketbal voor de Duke Blue Devils. Hij stelde zich daarna kandidaat voor de NBA draft. Hij werd als eerste gekozen door de Dallas Mavericks.

### Nationale ploeg
Flagg werd met de U17-ploeg wereldkampioen in 2022.